# Anton Demeanovici
Anton Demeanovici (în rusă Антон Каэтанович Демянович; n. 18 aprilie 1856 – d. 27 octombrie 1916, Odessa, Imperiul Rus) a fost un politician țarist, deputat în Duma de Stat al celor de-a I-a, II-a, a III-a și a IV-a convocări din partea Basarabiei.  

## Biografie

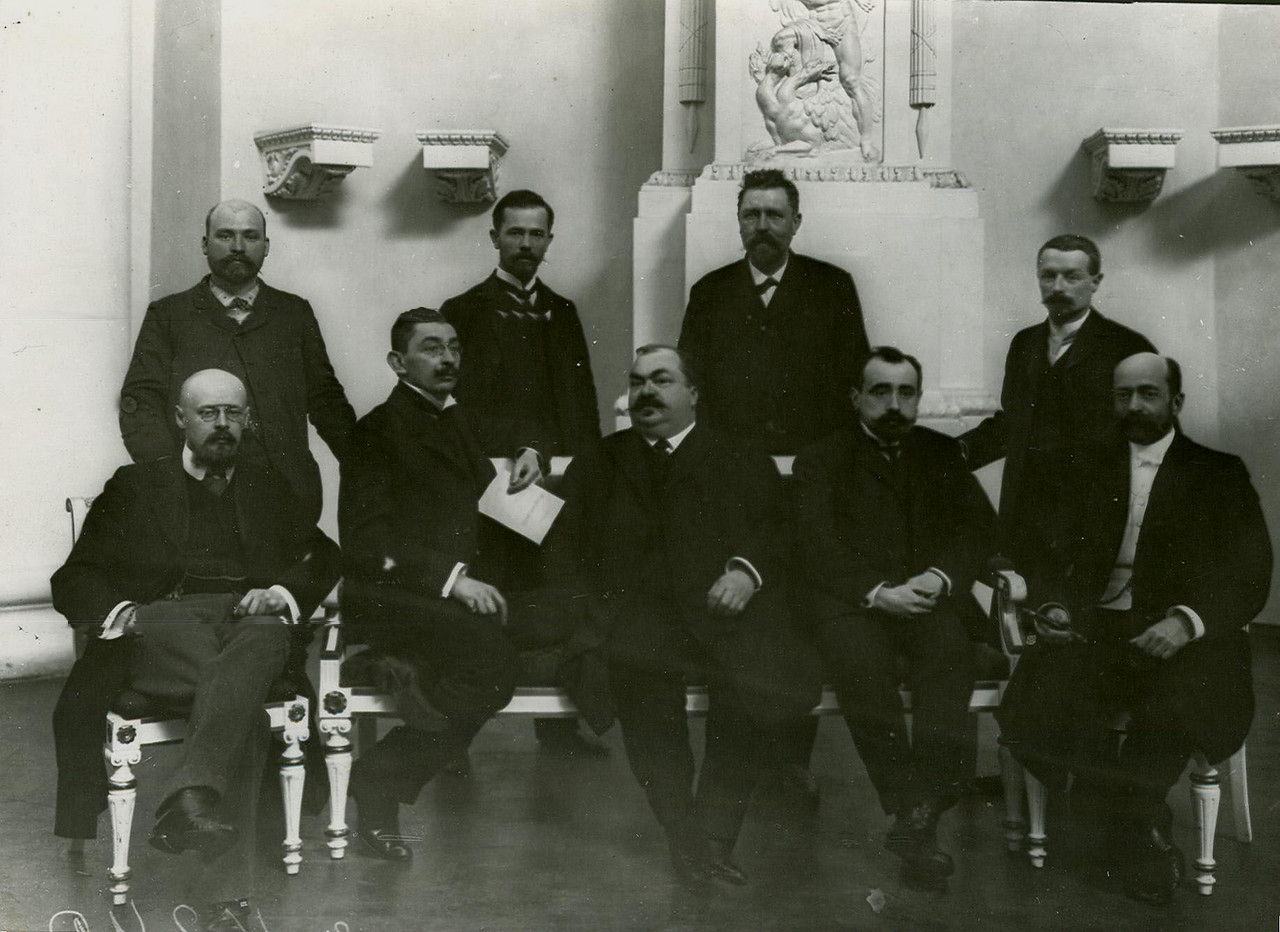
Membri ai Dumei a II-a de Stat din partea Basarabiei. În picioare (de la stânga): Emelian Melenciuc, Arefa Tretiacenko, Johann Gerstenberger și Dmitri Sveatopolk-Mirski; așezați (de la stânga): Vladimir Purișkevici, Pavel Krupensky, Anton Demeanovici, Pantelimon Sinadino și Pavel Crușeveanu.

S-a născut în 1856 (potrivit altor surse, 1858) în familia comerciantului armean Kaetan Demeanovici, de religie armeano-catolic. A crescut în Austro-Ungaria. În 1875 a absolvit școala reală din Cernăuți și a intrat la Institutul Politehnic din Viena, pe care l-a absolvit în 1880. Ca negustor și moșier, a deținut cca. 7,5 mii de zeciuieli în satul Țarigrad din ținutul Soroca, unde se afla moșia familiei sale. A fost, de asemenea, proprietar al unei fabrici de melasă de porumb din Odesa. 
În 1887 a fost conducător al zemstvei ținutului Soroca, iar mai târziu al zemstvei guberniale basarabene. Din 1888, magistrat de onoare al ținutului Soroca. A fost, de asemenea, administrator al Colegiului Agricol din Grinăuți. Membru al Partidului Centrului Basarabiei.

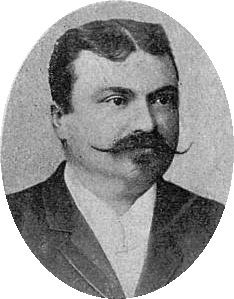
Anton Demeanovici în 1906

În 1906 a fost ales membru al Dumei de Stat de prima convocare din partea alegătorilor adunării electorale guberniale a Basarabiei. Inițial nepartizan, în iunie 1906 s-a alăturat Grupului de reînnoire pașnică (Группa мирного обновления). A prezentat Dumei o notă cu un proiect de reformă agrară.
În februarie 1907, a fost reales în Duma a II-a de Stat, la fel din partea alegătorilor adunării electorale guberniale a Basarabiei. În cadrul acesteia a fost membru al fracțiunii „Uniunii din 17 Octombrie” și al Grupului moderaților, membru al comisiei agrare. Octobrist fiind, a pledat pentru întărirea monarhiei constituționale, împotriva arbitrarului birocrației, pentru introducerea libertăților civile și politice.
În noiembrie 1907, a devenit din nou deputat al Dumei de Stat din partea Basarabiei. În Dumă a devenit membru al fracțiunii dreaptei moderate, mai târziu membru al fracțiunii naționale ruse, iar din mai 1911, membru al fracțiunii de centru. A fost membru a cinci comisii: bugetară, alimentație, comunicații, probleme religioase și agricultură.
La mijlocul anului 1912 a fost ridicat la rangul de nobil ereditar și i s-a acordat gradul de consilier de stat.

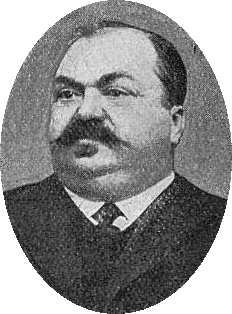
Demeamovici în 1913

În noiembrie 1912 a fost ales membru al celei de-a patra convocari a Dumei de Stat din partea Basarabiei. A fost membru al fracțiunii centrului și a mai multor comisii de lucru: comerț, industrie, problemele muncii, autoguvernare, probleme religioase, comunicații, probleme urbane. Mai târziu s-a alăturat Blocului progresist.
Cu un an înainte de dizolvarea Dumei a IV-a, s-a îmbolnăvit și, la sfatul medicilor, a plecat în sudul Rusiei pentru tratament. Și-a petrecut ultimele zile la Odesa, unde a murit la 27 octombrie 1916. Văduv, tată a trei copii.